# 湖南山麻杆
湖南山麻杆（学名：Alchornea hunanensis）为大戟科山麻杆属下的一个种。其种加词“hunanensis”意为“湖南的”。